# 垃圾男孩
《垃圾男孩》（英語：Trash），改編自2010年出版之同名原著小說的英國劇情片，由《時時刻刻》、《舞動人生》的導演史蒂芬·戴爾卓執導，魯妮·瑪拉、馬丁·辛和華格納·莫拉等人共同演出。2013年7月開鏡，2014年10月於巴西首映。

## 劇情
巴西貧民窟的一名男孩費南德茲從小在街頭流浪，平日以在垃圾場撿垃圾維生。某日，在翻找垃圾時拾獲一個皮袋，袋內裝著一名男子的身分證、此地區的地圖、小女孩的照片、一把上面寫著「101」的鑰匙和為數不少的現鈔。費南德茲和一同撿垃圾的好友嘉多兩人平分了一部分的鈔票。回家後，多名警察慎重其事的前來費南德茲居住的地區詢問有沒有人撿到皮袋，並承諾會以一萬元現金(披索)和撿到的人交換皮袋，並發給每家每戶一千元(披索)當作獎勵，在找到皮袋之前，會每天來詢問尋找進度以及發放小額現金。費南德茲認為警方罕見的如此重視此皮袋，必定事有蹊蹺，於是在警方的詢問下否認撿到袋子一事。費南德茲和嘉多兩人拿著皮袋前去找另一位孤兒鼠弟商量，鼠弟認出了袋內的鑰匙是「中央車站」寄物櫃的鑰匙，於是三人決定前去一探究竟。
沒想到，這個神祕的袋子卻為三人帶來難以想像的殺機......。

## 主要角色
- Raphael：Rickson Tevez 飾
- Gardo：Eduardo Luis 飾
- Rato：Gabriel Weinstein 飾
- Sister Olivia，NGO人員：魯妮·瑪拉 飾
- Father Juilliard：馬丁·辛 飾
- José Angelico：華格納·莫拉 飾
- Frederico Gonz：謝爾頓·梅洛（英语：Selton Mello） 飾

## 製作拍攝
- 2011年4月5日，製片方Working Title Films和PeaPie Films購得安迪·莫里根（英语：Andy Mulligan (author)）於2010年所出版的冒險驚悚小說《Trash》改編版權[3]，李察·寇蒂斯和史蒂芬·戴爾卓加入編導陣容[4]。
- 2013年7月，確定由美國演員魯妮·瑪拉演出片中NGO組織人員一角，馬丁·辛亦加入演出陣容[5]，片中三位小男孩則以徵選素人的方式選出。
- 此片在巴西里約熱內盧取景[6]，2013年7月24日開鏡。

## 獎項
獲獎
- 2014年：羅馬電影節觀眾選擇獎
- 2014年：羅馬電影節愛麗絲城市獎

提名
- 2015年：英國電影學院獎最佳外语片

## 外部連結
- 互联网电影数据库（IMDb）上《垃圾男孩》的资料（英文）